# Milord
Milord ist der Titel eines berühmten Chansons von Édith Piaf, entstanden im Jahre 1958. Es gehört zusammen mit La vie en rose  und Non, je ne regrette rien zu ihren größten  Erfolgen.

## Entstehungsgeschichte

Edith Piaf – Milord

Nach einem Bühnenunfall am 28. Mai 1958 in Stockholm fühlte sich die französische Chansonsängerin Édith Piaf wieder gesund genug, um im Juli 1958 auf Tournee zu gehen. Während eines Restaurantbesuchs in Cannes unterbreitete sie ihrem neuen Freund Georges Moustaki einige Ideen, aus denen er Songs schreiben sollte. Einer davon enthielt eine Liebesaffäre an einem düsteren Sonntag in London. Moustaki notierte daraufhin das Wort „Milord“ („mein Herr“) auf eine Papierserviette. Aus dieser Anfangsidee textete er das Stück komplett durch, wobei der aus der Oberschicht stammende britische Milord von seiner Frau verlassen und von einem Hafenmädchen getröstet wird. Sie fordert ihn auf, nicht mehr zu weinen („ne pleurez pas, Milord“), fühlt sich jedoch nur als ein Schatten auf der Straße („ombre de la rue“). Danach bat Moustaki Piafs Freundin und Hauptkomponistin Marguerite Monnot um eine entsprechende Melodie. Später erläuterte Moustaki, dass die Melodie durch ihre Dur- und Mollpassagen, abwechselnde Walzer-, Foxtrott- und Charlestonrhythmen kontrastiert. Auch der Wechsel zwischen gesungenen und Instrumentalpassagen, insbesondere am dramatischen Höhepunkt, wo ein verziert klimperndes Klavier die Melodie aufgreift, macht einen Großteil der anrührenden Wirkung aus. Am 28. Oktober 1958 präsentierte Piaf eine einminütige Kostprobe aus dem neuen Song Milord mit Marguerite Monnot am Klavier, aufgenommen in der Wohnung von Piaf am Boulevard Lannes Nr. 67 im 16. Arrondissement von Paris.
Nach zwei Verkehrsunfällen mit Moustaki als Fahrer konnte sie mit Verzögerung erst am 6. Januar 1959 in die USA fliegen. Hier erlitt sie einen Magendurchbruch und es wurde bei ihr Leberkrebs diagnostiziert. Erst im April 1959 konnte sie nach zwei Bluttransfusionen das Krankenhaus verlassen und fühlte sich gesund genug, um mit Auftritten in Washington, D.C. ihre Krankenhausrechnungen finanzieren zu können.

## Veröffentlichung und Erfolg
Milord geriet hierüber jedoch nicht in Vergessenheit. Der Titel wurde am 9. Mai 1959 in den Capitol Recording Studios in New York (151 W 46th Street) mit dem Orchester Robert Chauvigny aufgenommen. Am 31. Mai 1959 trat sie hiermit in der Ed Sullivan Show auf, am 20. Juni 1959 kehrte sie nach Frankreich zurück. Als sie im weiteren Verlauf des Jahres 1959 ihren neuen Song während einer Benefizgala in Monte Carlo vor prominenten Gästen (Gary Cooper, Elizabeth Taylor und Aristoteles Onassis) sang, war die Publikumsresonanz groß. Die Single Milord / Je sais comment (EMI Columbia 1245) erschien im November 1959, der britische Autor Bunny Lewis hat im Oktober 1960 hierzu einen englischen Text verfasst. Für Texter Moustaki bedeutete das Lied den internationalen Durchbruch. In Deutschland kam die Originalaufnahme mit der Piaf am 11. Dezember 1959 auf den Markt (EMI Columbia C 21 346) und verkaufte auf Anhieb 200.000 Exemplare.

Dalida – Milord

## Coverversionen
Die Piaf-Fassung war eine von insgesamt vier Versionen in den deutschen Charts, nämlich Piaf (Juni 1960, Rang 1 ab 2. Juli 1960 für 3 Wochen), Dalida (Juni 1960; Rang 2), Dutch Swing College Band (August 1960; Rang 29) und Corry Brokken (September 1960; Rang 12). Milord entwickelte sich zu einer der meistverkauften Singles des Jahres 1960 in Deutschland, wenn man alle Versionen zusammenrechnet. In den Bravo-Jahrescharts 1960 erreichte er Rang 10. Der deutsche Text stammte von Ernst Bader. Dalida erhielt eine Goldene Schallplatte in Deutschland für ihre Version von Milord. Corry Brokken sang auch eine niederländische Fassung, die ihr eine Goldene Schallplatte einbrachte. Milva (italienisch) und Lale Andersen (deutsch) brachten jeweils im September 1960 weitere Coverversionen auf den Markt.
Erst im März 1961 gelangte der Titel in die US-Pop-Charts, wo er nur bis auf Platz 88 vordringen konnte und zum Flop wurde. In Großbritannien kam er nach einem Wiedereintritt in die Charts bis auf Rang 24. Milord war dort der erste komplett in ausländischer Sprache gesungene Song in der Hitparade.
Mireille Mathieu sang Die Welt ist schön, Milord (LP Welterfolge aus Paris; 1985). Auf der Melodie von Milord basiert Das rote Pferd, von Markus Becker und den Mallorca Cowboys intoniert (August 2007). Das rote Pferd ist einer der meistverkauften Schlager des neuen Jahrtausends.
Insgesamt existieren mindestens 100 Coverversionen in zahlreichen Sprachen aufgenommen. Das von Paul McCartney komponierte Lied Michelle war beeinflusst von Milord.